# Nothofagus baumanniae
Nothofagus baumanniae (Baum.-Bod.) Steenis – gatunek rośliny z rodziny bukanowatych (Nothofagaceae). Występuje naturalnie na Nowej Kaledonii. 

## Morfologia
PokrójZimozielone drzewo dorastające do 7–15 m wysokości. Korona drzewa jest rozpostarta.
LiścieBlaszka liściowa jest skórzasta i ma podługowaty kształt. Mierzy 12 cm długości oraz 6 cm szerokości, jest całobrzega i ma zaokrągloną nasadę. Ogonek liściowy jest nagi i ma 10 mm długości.
OwoceOrzechy dorastające do 10–25 mm długości, mają brązową barwę. Osadzone są w kupulach osiągających 10 mm długości. Kupule powstają ze zrośnięcia dwóch liści przykwiatowych.

## Biologia i ekologia
Rośnie w lasach zrzucających liście. Występuje na wysokości od 600 do 1400 m n.p.m.

## Ochrona
W Czerwonej księdze gatunków zagrożonych został zaliczony do kategorii LC – gatunków najmniejszej troski.